# Greta Almroth
Greta Almroth (ur. 15 kwietnia 1888 w Sztokholmie, zm. 24 lipca 1981 tamże) – szwedzka aktorka występująca w filmach niemych. Na przestrzeni lat 1912 – 1940 wystąpiła w 31 produkcjach.

## Wybrana filmografia
- Blodets röst (1913)
- Dömen icke (1914)
- Högfjällets dotter (1914)
- Hjärtan som mötas (1914)
- Sonad skuld (1915)
- Havsgamar (1916)
- Tösen från Stormyrtorpet (1917)
- Hans nåds testamente (1919)
- Wdowa po pastorze (Prästänkan) (1920)
- Mistrz Samuel (Mästerman) (1920)
- Västkustens hjältar (1940)